# District de Krông Nô
Krông Nô est un district de la province de Đắk Nông dans les hauts Plateaux du Centre au Viêt Nam. 

## Géographie
La superficie du district est de 817 kilomètres carrés. 
Ce district de Krông Nô abrite le champ volcanique du même nom, inclus dans le géoparc Đắk Nông.

## Administration
Le chef-lieu du district est Đắk Mâm.